# Ribeirão Paranhos
Der Ribeirão Paranhos ist ein etwa 40 km langer rechter Nebenfluss des Rio Ivaí im Norden des brasilianischen Bundesstaats Paraná.

## Etymologie
Der Fluss wurde nach José Maria da Silva Paranhos Júnior benannt. Paranhos (1845–1912) trug den Ehrentitel Barão do Rio Branco. Er hatte maßgeblich die Verhandlungen über die Frage von Palmas über die Zugehörigkeit des Südens von Paraná und des Westens von Santa Catarina zu Argentinien oder Brasilien geführt, die endgültig 1898 mit der Unterzeichnung eines Abkommens zwischen den beiden Staaten geklärt wurde.

## Geografie

### Lage
Das Einzugsgebiet des Ribeirão Paranhos befindet sich auf dem Terceiro Planalto Paranaense (Dritte oder Guarapuava-Hochebene von Paraná).

### Verlauf
Sein Quellgebiet liegt in Floraí auf der Grenze zum Munizip Presidente Castelo Branco. Es liegt in der Mitte zwischen den beiden Hauptorten auf 486 m Meereshöhe in der Nähe der PR-498.
Der Fluss verläuft in südwestlicher Richtung. Er bildet die Grenze zwischen den Munizipien Florai und São Jorge do Ivaí. Die letzten 10 km seines Laufs liegen innerhalb des Munizips São Carlos do Ivaí. Er mündet auf 258 m Höhe von rechts in den Rio Ivaí. Er ist etwa 40 km lang.

### Munizipien im Einzugsgebiet
Am Ribeirão Paranhos liegen die vier Munizipien Floraí, Presidente Castelo Branco, São Jorge do Ivaí und São Carlos do Ivaí.